# Bi đá trên băng tại Thế vận hội Mùa đông 2018 - Vòng loại
Có tổng cộng 10 đội ở mỗi nội dung (5 vận động viên một đội, tổng cộng 100 vận động viên) giành vé dự môn bi đá trên băng tại Thế vận hội Mùa đông 2018. Ngoài ra còn có thêm 8 suất đôi nam nữ (tổng cộng 16 vận động viên). Do đó có 116 người tham dự môn bi đá trên băng.

## Tổng quan
| Quốc gia                     | Nam | Nữ | Đôi nam nữ | VĐV |
| ---------------------------- | --- | -- | ---------- | --- |
| Canada                       | X   | X  | X          | 12  |
| Trung Quốc                   |     | X  | X          | 7   |
| Đan Mạch                     | X   | X  |            | 10  |
| Phần Lan                     |     |    | X          | 2   |
| Anh Quốc                     | X   | X  |            | 10  |
| Ý                            | X   |    |            | 5   |
| Nhật Bản                     | X   | X  |            | 10  |
| Na Uy                        | X   |    | X          | 7   |
| Vận động viên Olympic từ Nga |     | X  | X          | 7   |
| Hàn Quốc                     | X   | X  | X          | 12  |
| Thụy Điển                    | X   | X  |            | 10  |
| Thụy Sĩ                      | X   | X  | X          | 12  |
| Hoa Kỳ                       | X   | X  | X          | 12  |
| Tổng: 13 nước                | 10  | 10 | 8          | 116 |

### Nam
| Cách thức giành vé                             | Số suất | Quốc gia                                                            |
| ---------------------------------------------- | ------- | ------------------------------------------------------------------- |
| Chủ nhà                                        | 1       | Hàn Quốc                                                            |
| Điểm vòng loại thông qua Giải vô địch thế giới | 7       | Canada · Thụy Điển · Hoa Kỳ · Nhật Bản · Thụy Sĩ · Anh Quốc · Na Uy |
| Giải đấu vòng loại                             | 2       | Ý · Đan Mạch                                                        |
| Tổng                                           | 10      |                                                                     |

### Nữ
| Cách thức giành vé                             | Số suất | Quốc gia                                                                                   |
| ---------------------------------------------- | ------- | ------------------------------------------------------------------------------------------ |
| Chủ nhà                                        | 1       | Hàn Quốc                                                                                   |
| Điểm vòng loại thông qua Giải vô địch thế giới | 7       | Canada · Vận động viên Olympic từ Nga · Thụy Sĩ · Anh Quốc · Hoa Kỳ · Thụy Điển · Nhật Bản |
| Giải đấu vòng loại                             | 2       | Trung Quốc · Đan Mạch                                                                      |
| Tổng                                           | 10      |                                                                                            |

### Đôi nam nữ
| Cách thức giành vé                             | Số suất | Quốc gia                                                                                 |
| ---------------------------------------------- | ------- | ---------------------------------------------------------------------------------------- |
| Chủ nhà                                        | 1       | Hàn Quốc                                                                                 |
| Điểm vòng loại thông qua Giải vô địch thế giới | 7       | Trung Quốc · Canada · Vận động viên Olympic từ Nga · Hoa Kỳ · Thụy Sĩ · Na Uy · Phần Lan |
| Tổng                                           | 8       |                                                                                          |

## Thời biểu vòng loại
| Sự kiện                                               | Ngày          | Địa điểm              |
| ----------------------------------------------------- | ------------- | --------------------- |
| Giải vô địch bi đá trên băng nữ thế giới 2016         | 19–27 tháng 3 | Swift Current, Canada |
| Giải vô địch bi đá trên băng nam thế giới 2016        | 2–10 tháng 4  | Basel, Thụy Sĩ        |
| Giải vô địch bi đá trên băng đôi nam nữ thế giới 2016 | 16–23 tháng 4 | Karlstad, Thụy Điển   |
| Giải vô địch bi đá trên băng nữ thế giới 2017         | 18–26 tháng 3 | Bắc Kinh, Trung Quốc  |
| Giải vô địch bi đá trên băng nam thế giới 2017        | 1–9 tháng 4   | Edmonton, Canada      |
| Giải vô địch bi đá trên băng đôi nam nữ thế giới 2017 | 22–29 tháng 4 | Lethbridge, Canada    |
| Giải đấu vòng loại 2017                               | 5–10 tháng 12 | Plzeň, Cộng hòa Séc   |

## Quá trình loại
Vòng loại môn bi đá trên băng tại Thế vận hội Mùa đông được tiến hành theo hai cách. Các quốc gia có thể có các đội tham dự thông qua điểm số từ việc thi đấu tại Giải vô địch bi đá trên băng thế giới 2016 và 2017. Các đội cũng có thể giành vé thông qua giải vòng loại Olympic diễn ra vào tháng 12 năm 2017. Có bảy nước giành vé qua Giải vô địch thế giới, trong khi đó có hai nước thông qua giải đấu vòng loại. Chủ nhà Hàn Quốc nghiễm nhiên có đội tham dự nên mỗi giới tính có 10 đội tuyển tham dự. Tại nội dung đôi nam nữ thì bảy đội xếp hạng cao nhất từ thành tích tại Giải vô địch bi đá trên băng hỗn hợp thế giới tham dự cùng chủ nhà Hàn Quốc.

### Điểm vòng loại
Điểm vòng loại được trao dựa trên xếp hạng của các nước tại các giải vô địch thế giới:
| Xếp hạng chung cuộc | 1  | 2  | 3  | 4 | 5 | 6 | 7 | 8 | 9 | 10 | 11 | 12 |
| Điểm                | 14 | 12 | 10 | 9 | 8 | 7 | 6 | 5 | 4 | 3  | 2  | 1  |

Ghi chú: Scotland, Anh và Wales thi đấu riêng rẽ tại đấu trường bi đá trên băng quốc tế. Theo thỏa thuận giữa ba đội này, chỉ có Scotland mới có thể giành điểm vòng loại Olympic đại diện cho Anh Quốc.

### Bảng xếp hạng
| Chú giải | Chú giải                                       |
| -------- | ---------------------------------------------- |
|          | Quốc gia giành vé thông qua điểm               |
|          | Quốc gia giành vé thông qua giải đấu vòng loại |

#### Nam
| Vị trí | Quốc gia                     | 2016 | 2017 | Tổng |
| ------ | ---------------------------- | ---- | ---- | ---- |
| 1      | Canada                       | 14   | 14   | 28   |
| 2      | Thụy Điển                    | 7    | 12   | 19   |
| 3      | Hoa Kỳ                       | 10   | 9    | 19   |
| 4      | Nhật Bản                     | 9    | 6    | 15   |
| 5      | Thụy Sĩ                      | 4    | 10   | 14   |
| 6      | Anh Quốc                     | 6    | 7    | 13   |
| 7      | Na Uy                        | 8    | 5    | 13   |
| 8      | Đan Mạch                     | 12   | 0    | 12   |
| 9      | Trung Quốc                   | 0    | 8    | 8    |
| 10     | Phần Lan                     | 5    | 0    | 5    |
| 11     | Ý                            | 0    | 4    | 4    |
| 12     | Đức                          | 1    | 3    | 4    |
| 13     | Vận động viên Olympic từ Nga | 3    | 1    | 4    |
| 14     | Hà Lan                       | 0    | 2    | 2    |
| 15     | Hàn Quốc (chủ nhà)           | 2    | 0    | 2    |
| 16     | Cộng hòa Séc                 | 0    | 0    | 0    |

- Các quốc gia có 0 điểm là quốc gia tham dự các giải vô địch thế giới 2014 hoặc 2015, và đủ tư cách tham dự giải đấu vòng loại.[2]

#### Nữ
| Vị trí | Quốc gia                     | 2016 | 2017 | Tổng |
| ------ | ---------------------------- | ---- | ---- | ---- |
| 1      | Canada                       | 9    | 14   | 23   |
| 2      | Vận động viên Olympic từ Nga | 10   | 12   | 22   |
| 3      | Thụy Sĩ                      | 14   | 5    | 19   |
| 4      | Anh Quốc                     | 8    | 10   | 18   |
| 5      | Hoa Kỳ                       | 7    | 8    | 15   |
| 6      | Thụy Điển                    | 4    | 9    | 13   |
| 7      | Hàn Quốc (chủ nhà)           | 6    | 7    | 13   |
| 8      | Nhật Bản                     | 12   | 0    | 12   |
| 9      | Đức                          | 3    | 4    | 7    |
| 10     | Cộng hòa Séc                 | 0    | 6    | 6    |
| 11     | Đan Mạch                     | 5    | 1    | 6    |
| 12     | Ý                            | 1    | 3    | 4    |
| 13     | Trung Quốc                   | 0    | 2    | 2    |
| 14     | Phần Lan                     | 2    | 0    | 2    |
| 15     | Latvia                       | 0    | 0    | 0    |
| 15     | Na Uy                        | 0    | 0    | 0    |

- Các quốc gia có 0 điểm là quốc gia tham dự các giải vô địch thế giới 2014 hoặc 2015, và đủ tư cách tham dự giải đấu vòng loại.[2]

#### Đôi nam nữ
| Vị trí | Quốc gia                     | 2016 | 2017 | Tổng |
| ------ | ---------------------------- | ---- | ---- | ---- |
| 1      | Trung Quốc                   | 12   | 10   | 22   |
| 2      | Canada                       | 8    | 12   | 20   |
| 3      | Vận động viên Olympic từ Nga | 14   | 4    | 18   |
| 4      | Thụy Sĩ                      | 0    | 14   | 14   |
| 5      | Hoa Kỳ                       | 10   | 3    | 13   |
| 6      | Na Uy                        | 4    | 8    | 12   |
| 7      | Phần Lan                     | 6    | 6    | 12   |
| 8      | Anh Quốc                     | 9    | 2    | 11   |
| 9      | Cộng hòa Séc                 | 0    | 9    | 9    |
| 10     | Hàn Quốc (chủ nhà)           | 0    | 7    | 7    |
| 11     | Estonia                      | 7    | 0    | 7    |
| 12     | Latvia                       | 0    | 5    | 5    |
| 13     | Slovakia                     | 3    | 0    | 3    |
| 14     | Áo                           | 2    | 0    | 2    |
| 15     | Ý                            | 0    | 1    | 1    |
| 16     | Ireland                      | 1    | 0    | 1    |

- Anh có 5 điểm vào năm 2016 nhưng chỉ có Scotland mới có thể giành điểm vòng loại cho Anh Quốc.[1]

## Giải đấu vòng loại
Tại giải đấu vòng loại Olympic từ 5 tới 10 tháng 12 năm 2017 ở Plzeň, Cộng hòa Séc, hai đội đứng đầu giải đấu giành vé dự Olympic. Giải đấu vòng loại dành cho các quốc gia giành được điểm vòng loại tại các giải vô địch thế giới 2016 hoặc 2017 (như ở trên) hoặc đã từng tham dự các giải thế giới năm 2014 hoặc 2015 (đội nam của Séc, đội nữ của Na Uy và Latvia).